# Gana nos Jogos Olímpicos de Verão de 1992
Gana competiu nos Jogos Olímpicos de Verão de 1992 em Barcelona, Espanha. Nesta participação, o país conquistou uma medalha de bronze.

## Medalhistas
| Medalha           | Nome | Esporte | Evento               |
| ----------------- | --- | ------- | -------------------- |
| Medalha de bronze | Joachin Yaw Acheampong Simon Addo Sammi Adjei Mamood Amadu Frank Amankwah Bernard Aryee Isaac Asare Kwame Ayew Ibrahim Dossey Mohammed Gargo Mohammed Dramani Kalilu Maxwell Konadu Ossei Kuffour Samuel Kumah Nii Odartey Lamptey Anthony Mensah Alex Nyarko Yaw Preko Shamo Quaye Oli Rahman | Futebol | Competição masculina |

## Resultados por Evento

### Atletismo
Salto triplo masculino
- Francis Dodoo
  - Classificatória — não terminou(→ não avançou)

### Boxe
Peso Mosca-ligeiro (– 48 kg)
- Stephen Ahialey
  - Primeira rodada – Bye
  - Segunda rodada – Perdeu para Rowan Williams (GBR), 3:11

### Futebol

#### Masculino
- Fase Preliminar (Grupo D)

| 26 de julho de 1992 19:00 | Predefinição:Country flaglink right | 3–1 | Austrália  |                |
|                           | Gargo 12' · Ayew 83', 89'           |     | Vidmar 91' | Público: 4,000 |

| 28 de julho de 1992 19:00 | Predefinição:Country flaglink right | 0–0 | Gana |                |
|                           |                                     |     |      | Público: 5,000 |

| 30 de julho de 1992 19:00 | Predefinição:Country flaglink right | 1–1 | Gana     |                |
|                           | Rottlán 30'                         |     | Ayew 79' | Público: 6,000 |

#### Grupo D
|           | PJ | V | E | D | GP | GC | Pts |
| --------- | -- | - | - | - | -- | -- | --- |
| Gana      | 3  | 1 | 2 | 0 | 4  | 2  | 4   |
| Austrália | 3  | 1 | 1 | 1 | 5  | 4  | 3   |
| México    | 3  | 0 | 3 | 0 | 3  | 3  | 3   |
| Dinamarca | 3  | 0 | 2 | 1 | 1  | 4  | 2   |

#### Quartas-de-final
| 2 de agosto de 1992 19:00 | Predefinição:Country flaglink right | 2–4 (AET) | Gana                              |                 |
|                           | Acheampong 78' (o.g.) · Campos 81'  |           | Ayew 17', 55', 121' · Rahman 114' | Público: 10,000 |

#### Semifinais
| 5 de agosto de 1992 19:00 | Predefinição:Country flaglink right | 2–0 | Gana |                 |
|                           | Abelardo 25' · Berges 55'           |     |      | Público: 15,000 |

#### Disputa do Bronze
| 7 de agosto de 1992 20:00 | Predefinição:Country flaglink right | 0–1 | Gana      |                 |
|                           |                                     |     | Asare 19' | Público: 15,000 |